# リョウ・ペガサス
リョウ・ペガサス（1986年6月13日 - ）は、日本の男子キックボクサー。本名は小松 諒（こまつ りょう）。福島県いわき市出身。Academia AZ所属。以前のリングネームはリョウ・ペタス。入場曲はBOØWY。
アカデミア・アーザ水道橋にてキックボクシングインストラクターを務める。スピード溢れるコンビネーションパンチが持ち味。

## 来歴
憧れていたニコラス・ペタスに弟子入りし、ザ・スピリットジムで練習を積んだ。
2005年11月13日、TRIBELATEでプロデビュー。リングネームは、ペタスの名を授かりリョウ・ペタスであった。
2007年3月21日、初参戦となったJ-NETWORKで安田慶二郎にTKO負けを喫した。
2008年2月29日、ニコラス・ペタスプロデュースのクラブファイトイベント「SMOKER's」のチーム・ニコラス vs. AACCティグレスの大将戦として本村康博とK-1ルールで対戦し、TKO勝ちを収めた。
2008年11月30日、J-NETWORKで青津潤平と対戦し、0-3の判定負けを喫した。この試合からリングネームをリョウ・ペガサスに、所属もROOFTOP ACADEMYに変更になった。
2009年7月17日、J-NETWORKスーパーフェザー級次期王座挑戦者決定戦でTSUYOSHIと対戦し、3-0の判定勝ちを収めた。
2009年10月4日、J-NETWORKスーパーフェザー級王者木村天鮮に挑戦し、0-3の判定負けで王座獲得ならず。
2010年4月7日、初参戦となったRISEでTURBΦと対戦し、0-3の判定負けを喫した。
2011年アカデミア・アーザ水道橋所属に変更。
2012年RISE初代フェザー級王者決定トーナメントで、SBの島田洸也、ホープの指首祐太を撃破。10月25日王者決定戦で一刀と対戦し、3-0の判定負けで、悲願の王座獲得を逃す。
2013年5月6日、J-NETWORKでフェザー級現役王者小山泰明と対戦し、2-1の判定勝ちを収め、試合後のマイクでタイトルマッチでの再戦をアピールした。

## 戦績
| キックボクシング 戦績 | キックボクシング 戦績 | キックボクシング 戦績 | キックボクシング 戦績 | キックボクシング 戦績 | キックボクシング 戦績 | キックボクシング 戦績 |
| --------------------- | --------------------- | --------------------- | --------------------- | --------------------- | --------------------- | --------------------- |
| 31 試合               | (T)KO                 | 判定                  | その他                | 引き分け              | 無効試合              |                       |
| 17 勝                 | 4                     | 11                    | 0                     | 1                     | 0                     |                       |
| 13 敗                 | 5                     | 8                     | 0                     | 1                     | 0                     |                       |

| 勝敗 | 対戦相手         | 試合結果                                      | 大会名                                                                                             | 開催年月日     |
| ○    | 小山泰明         | 3R終了 判定2-1                                | J-NETWORK「J-KICK 2013 ～Road to the King of J～ 2nd」                                             | 2013年5月6日   |
| ×    | 一刀             | 5R終了 判定0-3                                | RISE 90                                                                                            | 2012年10月25日 |
| ○    | 指首祐太         | 3R終了 判定3-0                                | RISE 88                                                                                            | 2012年6月2日   |
| ○    | 島田洸也         | 3R終了 判定3-0                                | RISE 87                                                                                            | 2012年3月24日  |
| ×    | チャオ志村       | 2R 2:20 TKO                                   | HEAT20回記念大会                                                                                   | 2011年12月17日 |
| ○    | 楠本紘平         | 3R終了 判定3-0                                | RISE 82                                                                                            | 2011年9月23日  |
| ×    | RIOT             | 5R終了 判定0-3                                | かきだみし                                                                                         | 2011年7月10日  |
| ×    | 八神剣太         | 2R 0:31 KO                                    | J-NETWORK主催興行                                                                                  | 2011年4月29日  |
| ○    | 九島亮           | 3R終了 判定3-0                                | RISE 73R                                                                                           | 2010年12月19日 |
| ×    | 森井洋介         | 3R終了 判定0-3                                | M-1 RAJA BOXING SINGHA BEER ムエタイチャレンジ「NAI KANOMTOM vol.3」                               | 2010年9月12日  |
| ○    | 中村広輝         | 3R終了 判定3-0                                | RISE 65                                                                                            | 2010年5月16日  |
| ×    | TURBΦ            | 3R終了 判定0-3                                | RISE 63                                                                                            | 2010年4月7日   |
| ×    | 木村天鮮         | 5R終了 判定0-3                                | J-NETWORK「GET REAL in J-WORLD 4th」 【J-NETWORKスーパーフェザー級タイトルマッチ】                 | 2009年10月4日  |
| ○    | TSUYOSHI         | 3R終了 判定3-0                                | J-NETWORK「GET REAL in J-WORLD 3rd」 【J-NETWORKスーパーフェザー級次期王座挑戦者決定戦】           | 2009年7月17日  |
| ○    | 安田慶二郎       | 1R 2:26 KO                                    | J-NETWORK「GET REAL in J-WORLD 2nd」                                                               | 2009年5月6日   |
| ×    | 青津潤平         | 3R終了 判定0-3                                | J-NETWORK「Let's Kick with J the FINAL」                                                           | 2008年11月30日 |
| ○    | 出見世雅之       | 1R 2:42 KO                                    | SAMURAI Fighting 〜あばれ祭り・2〜                                                                 | 2008年7月6日   |
| ×    | 木村敬明         | 2R 2:04 KO（左ミドルキック）                  | J-NETWORK「Let's Kick with J the 2nd」                                                             | 2008年4月11日  |
| ○    | 本村康博         | 1R 1:29 TKO（レフェリーストップ：パンチ連打） | SMOKER's【K-1ルール】                                                                              | 2008年2月29日  |
| ×    | ベニー・ドゥーマ | 3R終了 判定0-3                                | XPLOSION SUPER FIGHT 17                                                                            | 2007年12月8日  |
| ○    | 田中信二         | 3R+延長R終了 判定3-0                          | J-NETWORK「Championship Tour of J Final」 【J-NETWORKライト級王座決定トーナメント リザーブマッチ】 | 2007年11月9日  |
| ○    | 夜桜弘治         | 3R終了 判定2-0                                | TRIBELATE vol.14                                                                                   | 2007年9月30日  |
| △    | 龍馬             | 3R終了 判定0-0                                | J-NETWORK「J-FIGHT in SHINJUKU 〜vol.2〜」                                                         | 2007年9月9日   |
| ○    | 熊谷龍一         | 3R終了 判定                                   | BREATHNESS MUAY THAI 4                                                                             | 2007年8月5日   |
| ○    | さまぁ〜ず       | 3R終了 判定2-0                                | TRIBELATE vol.13                                                                                   | 2007年6月1日   |
| ×    | 安田慶二郎       | 2R 1:36 TKO                                   | J-NETWORK「The Starting Point of J 2nd」                                                           | 2007年3月21日  |
| ×    | 氏原文男         | 3R終了 判定0-2                                | MARS 06 -Rapid Fire- 【オープニングファイト/キックルール】                                         | 2006年12月22日 |
| ○    | ビリー藤原       | 1R KO（胴回し回転蹴り）                       | NO NAME HEROES 6 -GO GO UGO!-                                                                      | 2006年11月26日 |
| ○    | 岩永卓弥         | 3R終了 判定3-0                                | TRIBELATE vol.11                                                                                   | 2006年9月10日  |
| ○    | 出貝泰佑         | 3R終了 判定3-0                                | TRIBELATE vol.9                                                                                    | 2006年2月11日  |
| ×    | 坂本光広         | 2R 1:49 KO（3ダウン：パンチ連打）             | TRIBELATE vol.8 〜バンゲリングベイ3周年記念イベント〜                                              | 2005年11月13日 |